# Hohlwulst
 Der Hohlwulst ist eine Erscheinung der Bronze- und Eisenzeit. Er wird in Depots zwischen Dänemark, Polen und Thüringen gefunden. Die Entwicklung dieser wurstartigen vorzeitlichen Armringe aus Bronze, die eine hohe technische Fertigkeit des Gießens und Treibens voraussetzen, ist bislang ungeklärt. Ihre Gussformen finden sich im gesamten Verbreitungsgebiet. 
Die Ringe haben einen ovalen, runden oder D-förmigen, in Einzelfällen auch dreieckigen Querschnitt. Im Allgemeinen liegt ihr Durchmesser etwa bei 15 cm. Einer der ältesten Funde stammt von 1856 aus Schlöben in Thüringen. Die beiden Armringpaare von Handorf bei Münster sind aufwändig verziert und mit Rippen versehen. Sie wurden um 1870 entdeckt. Der Fund von Jatznick, Landkreis Vorpommern-Greifswald hat einen Durchmesser von 30 cm. Der jüngste, kaum verzierte Fund wurde 2007 gemacht und stammt aus Stolpe auf der Insel Usedom.